# Valfarta
Valfarta (aragonesisch Balfarta) ist eine Gemeinde in der Provinz Huesca in der Autonomen Region Aragón in Spanien, Comarca Monegros. Sie liegt in der semiariden Landschaft Los Monegros wenige Kilometer nördlich der Autopista AP-2 und hatte im Jahre 2024 54 Einwohner.

## Geschichte
In Valfarta bestand schon eine landwirtschaftliche Besiedelung in der römischen Kaiserzeit. Daneben wurden auch Vorzeitfunde entdeckt.

## Bevölkerungsentwicklung
| 1900 | 1910 | 1920 | 1930 | 1940 | 1950 | 1960 | 1970 | 1981 | 1991 | 1996 | 2000 | 2004 | 2009 |
| ---- | ---- | ---- | ---- | ---- | ---- | ---- | ---- | ---- | ---- | ---- | ---- | ---- | ---- |
| 303  | 339  | 349  | 312  | 274  | 206  | 151  | 151  | 120  | 116  | 109  | 96   | 91   | 90   |

## Sehenswürdigkeiten
- Einsiedelei Ermita de San Miguel